# Wołosianka Mała
Wołosianka Mała (ukr. Мала Волосянка) – wieś na Ukrainie, w obwodzie lwowskim, w rejonie samborskim (do 2020 roku w rejonie turczańskim). Liczy około 346 mieszkańców. Pierwsze wzmianki o wsi pochodzą z 1559 r.
Przed II wojną światową w granicach Polski, wchodziła w skład powiatu turczańskiego.
3 października 1944 wieś została zajęta przez wojska radzieckie.

## Ważniejsze obiekty
- Cerkiew św. Michała w Wołosiance Małej